# Puente del Tablón
Puente del Tablón är en ort i Mexiko, tillhörande Ixtapaluca kommun i delstaten Mexiko. Puente del Tablón ligger i den centrala delen av landet och tillhör Mexico Citys storstadsområde. Orten hade 391 invånare vid folkmätningen 2010.